# Úlibický potok
Úlibický potok je levostranný přítok řeky Cidliny v okrese Jičín v Královéhradeckém kraji. Délka jeho toku činí 17,5 km. Plocha povodí měří 64,2 km².

## Průběh toku
Pramení západně od Nové Paky u osady Brdo v nadmořské výšce okolo 465 m. Teče převážně jihozápadním směrem. Protéká mj. Úbislavicemi (zde též známý jako Ořeška), Úlibicemi a Kacákovou Lhotou. U Vitiněvsi se vlévá do Cidliny na jejím 66,8 říčním kilometru v nadmořské výšce 258 m. Pod Úlibicemi prochází tok přírodní rezervací Bažantnice. Důvodem ochrany je cenný komplex smíšeného lesa s bohatým bylinným podrostem včetně potoční nivy, navazující na systém rybníků, kulturní floristicky bohaté louky a prameniště.

### Větší přítoky
- Studénka, zleva, ř. km 10,7[5]
- Tužínský potok, zprava, ř. km 8,4[5]
- Trnávka, zprava, ř. km 4,7[6]
- Tuřský potok, zleva, ř. km 1,1[7]

## Vodní režim
Průměrný průtok u ústí činí 0,34 m³/s.

## Nádrže v povodí
- Dvorecký rybník byl vybudován na Trnávce u Dvorců (místní část Jičína).
- Bonda je rybník v Radimi na potoce Trnávka.
- Hlíza  je rybník v Dřevěnici na Tužínském potoce.
- Marešák byl vybudován na potoce Studénka u Lužan. Jedná se o rekreační oblast.
- Rumchalpa je zatopený lom jižně od Nové Paky.
- VN Jahodnice byla vybudována na levostranném přítoku Úlibického potoka v roce 1964, původně pro závlahové účely. Jedná se o rekreační oblast.

## Mlýny
- Jiráňův mlýn – Úbislavice, kulturní památka